# Нина Берберова
Нина Николајевна Берберова (рус. Ни́на Никола́евна Бербе́рова; Санкт Петербург, 26. јул 1901 — Филаделфија, 26. септембар 1993) је била руски писац и професор руског језика на приватном универзитету у Њу Хејвену. Светску славну стекла је ван граница Русије.

## Биографија
Нина Берберова рођена је у Санкт Петербург јуна 1901. године. Мајка јој је била Рускиња, а отац јерменског порекла. Са деветнаест година удаје се за руског песника Владислава Ходасевича, с којим емигрира у Немачку. Наредних година становали су код Ходасевичевих пријатеља у Риму, Лондону, Прагу, Ваенецији, Маријенбаду, Белфасту и Соренту да би се 1925. преселили у Париз. Убрзо почиње да пише кратке приче за руске емигрантске часописе Последње новости и Руска мисао.
Године 1936. пише контроверзну биографију Чајковског. Разводи се од Ходасевича и удаје за Николаја Макејева, бившег посланика Руске думе. Као и претходни, и овај брак се убрзо распада.
После 25 година боравка у Паризу, са само 75 долара напушта Француску 1950. и одлази у САД, и после девет година постаје америчка држављанка. Удаје се за концертног пијанисту Кочевицког. Каријеру наставља на приватном универзитету у Јејлу као професор руског језика и књижевности.
Године 1963. прелази да ради на Принстонски универзитет, где остаје до свог пензионисања 1971. Године 1991. сели се у Филаделфију, где умире две године касније. Пре своје смрти посетила је постсовјетску Русију.

## Дела
Била је романописац, мемоариста, песник и критичар. Њена дела постала су позната тек после Другог светског рата. Њена аутобиографија писана на руском објављена је прво на енглеском 1969, да би тек 1983. била објављена и руска верзија.
Једно од најпознатијих Нининих дела је новела ''Клавирска пратња'' која је 1992. доживела екранизацију, у режији француског режисера Клода Милера.

### Новеле
- Клавирска пратња
- Роканвал
- Лакеј и девојчура
- Асташев у Паризу
- Оживљавање Моцарта
- Бијанкурске светковине
- Плач
- Трска која мисли
- Црна болест
- Крај Тургењевљеве библиотеке
- У спомен на Шлимана

### Романи
- Последњи и први
- Господарица
- Књига о срећи
- Олујни рт
- Чајковски
- Бородин

### Остала дела
- Курзив је мој (аутобиографија)
- Људи и ложе: руски слободни зидари ХХ века
- Гвоздена жена: биографија баронице Будберг
- Александар Блок и његово време
- Песме 1921–1983